# Cesare Pozzi
Cesare Pozzi "Fusco" (Vicobarone, 14 giugno 1914 – Pavia, 2 luglio 2007) è stato un partigiano italiano.
Durante la Guerra di Liberazione fu a capo della Brigata Matteotti e successivamente della Divisione Valle Versa Dario Barni, operanti nell'Oltrepò Pavese. Prese il nome di battaglia "Fusco" in ricordo di un suo commilitone, conosciuto a Torino, che fu deportato e non fece più ritorno. Fu protagonista della "Battaglia delle Ceneri" del 14 febbraio 1945 per cui fu decorato con la Medaglia d'argento al valor militare e, per come condusse la battaglia, fu insignito anche della Croce al Merito di prima classe dalla Repubblica Federale di Germania. Dal 1960 al 1964 è stato Sindaco di Santa Maria della Versa.

## Biografia

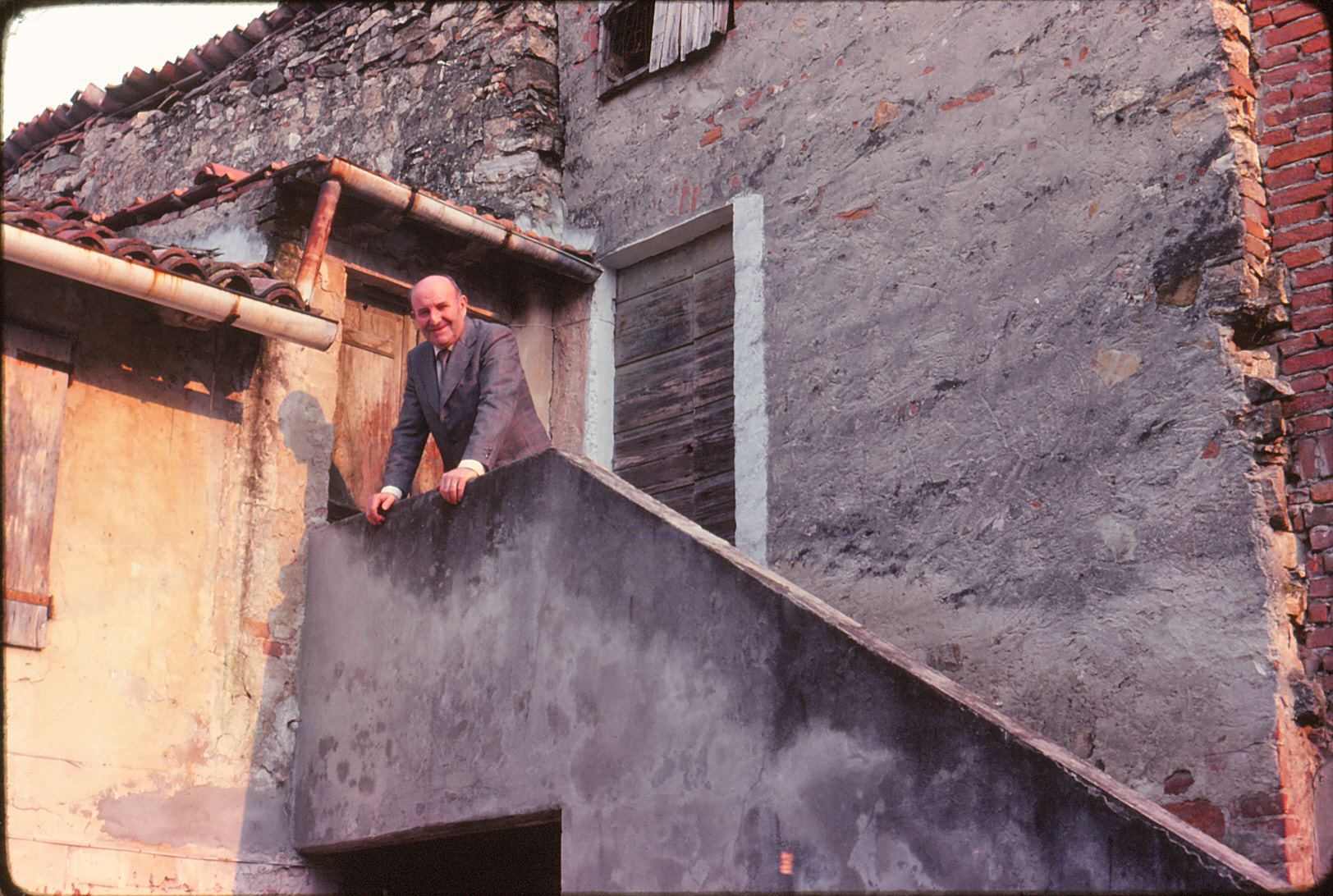
A Vicobarone all'esterno della stanza dove nacque

Cesare Pozzi nasce a Vicobarone il 14 giugno 1914 da Filippo (1884-1957) e da Vittoria Riccardi (1882-1939). Nel 1916 la famiglia si trasferisce a Montù Beccaria dagli zii Giuseppina Pozzi (1877-1934) ed Ernesto Bellarosa (1872-1945).
Chiamato alle armi nell'aprile 1935, viene destinato al 3º Reggimento Genio di Pavia come marconista.
All'inizio della seconda guerra mondiale, nel giugno 1940, viene mandato sul Fronte-Francese a Lanslevillard dove rimane fino al 22 settembre 1940.
Dal 1º gennaio 1941 al 23 ottobre 1942 è impegnato sul Fronte Libico-Egiziano (Tripoli, Agedabia, Bengasi e nel Golfo di Bomba).
Dopo il rientro in Italia, nel marzo del 1943, viene destinato a Favria, distaccamento del 1º Reggimento Genio di Torino.
Torna quindi a Torino l'8 agosto 1943 nella Caserma del 1º Reggimento Genio di Corso Stupinigi 100 (oggi Corso Unione Sovietica). È sergente capo e insegna comunicazioni in una caserma dei pompieri di Porta Palazzo fino all'8 settembre 1943.

Il 1º gennaio 1944 fonda "La Banda di Montù".
Si convenne di trovarci la sera dell’ultimo dell’anno nella cantina di Pietro Crescimbini, soprannominato “Sangue di gatto”, a Casa Bernardini.
Ci trovammo, mangiammo, bevemmo e, poiché vi era anche un grammofono, si ballò.
Ma soprattutto si discusse e si costituì la “Banda di Montù”, quella che doveva essere l’embrione delle future formazioni Matteotti nell'Oltrepò Pavese.»

Il 18 aprile 1944 si fa fotografare mentre ride leggendo il bando di richiamo alle armi della classe 1914. La sera dello stesso giorno entra nella clandestinità.

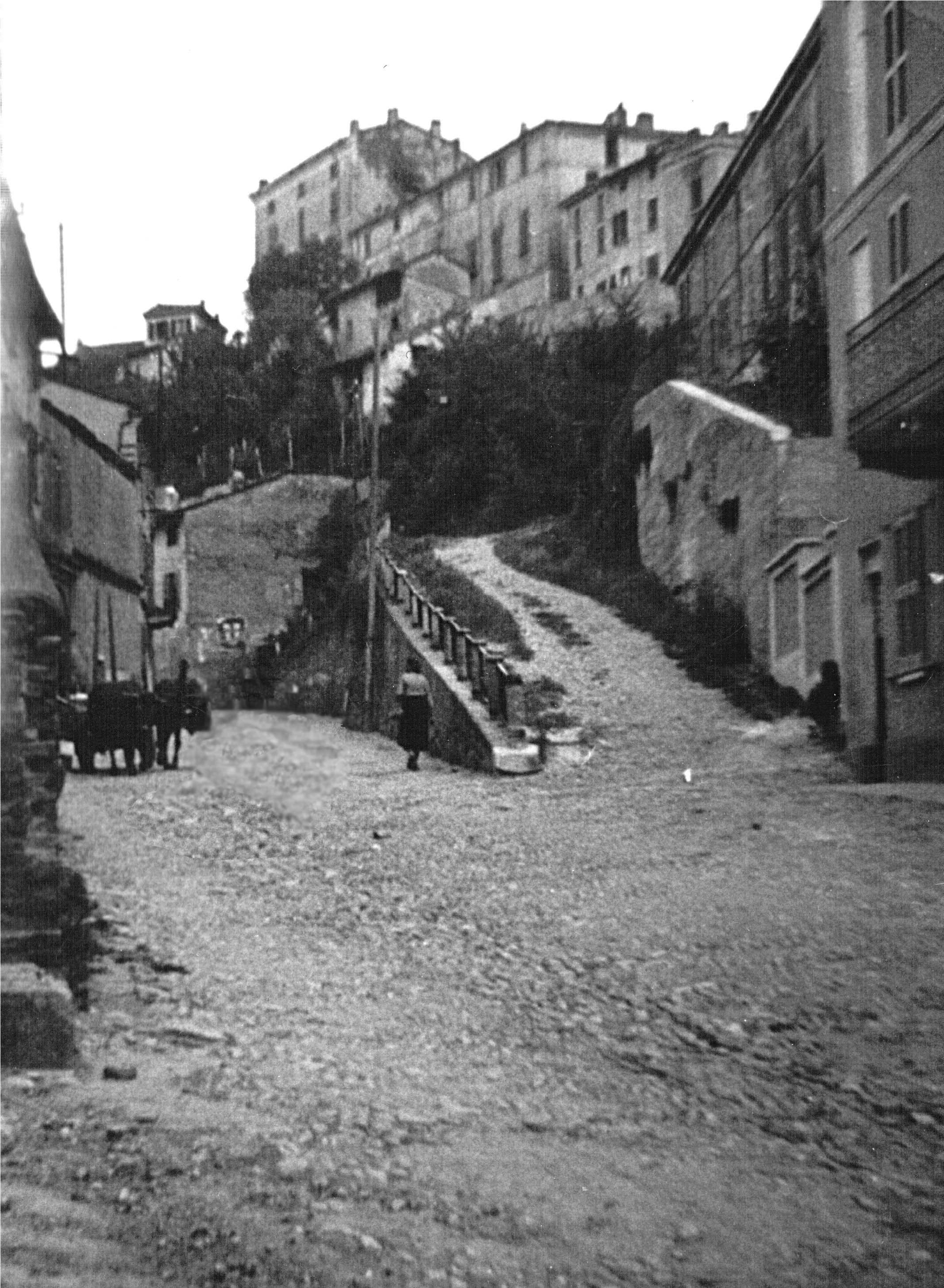
Montù Beccaria, Via Roma nel 1945

Pregai Paolo Montemartini, nipote del Senatore, di fare una fotografia con me sotto al Portichetto, dove, additando il manifesto della mia chiamata alle armi, lo avrei irriso con una sghignazzata. E così fu, il mio rifiuto fu immortalato.

Però, poiché il giorno dopo sarei diventato un renitente alla leva, la sera del 18 col mio zaino in spalla, coperte e qualcosa di indispensabile, lasciai qualche amico che mi aveva accompagnato sino al Cantinone e, salita la rupe fino a Casa Bernardini dove mi attendevano mio fratello Mario, Albino e “Sangue di gatto” insieme andammo al Novello, un casino di campagna nella valle che guarda Casa Barbieri.
Eravamo entrati in clandestinità. Gli altri sapevano dove eravamo e a turno ci venivano a trovare tenendo i collegamenti tra noi e i nostri familiari.»
Il 19 giugno 1944 assalta la caserma dei Carabinieri di Montù procurandosi 12 fucili, una pistola e una sciabola.

La sera del 25 luglio 1944, in località Loglio di Sotto, dall'unione di varie bande, nasce la Prima Brigata Matteotti nell'Oltrepò Pavese.
Il 14 febbraio 1945, primo giorno di Quaresima, ha luogo la "Battaglia delle Ceneri".
A Moncasacco vi era un oratorio, venne pulito, lavato e attrezzato a camera ardente per Hofmann e il suo sergente. Il comando superiore tedesco chiese la restituzione delle salme. Le modalità le convenne Don Diana, Parroco di Volpara, con il presidio tedesco di stanza alla centrale dei telefoni di Montù Beccaria che spedì a Moncasacco due casse.
Martedì 20 febbraio alle quattro del pomeriggio, con quel tram sul quale era salito con tanta sicurezza, arrivava a Stradella.

Sul comportamento coraggioso del Cap. Hofmann il comando dei "ribelli" stese un rapporto allegandolo al feretro, ma quel rapporto non giunse mai al comando tedesco, Fiorentini l’aveva sequestrato.
Vi era la convinzione che la salma fosse stata spedita direttamente in Germania, invece il buon Modica, con la sua costanza, la scopriva tra le ventiduemila tombe del Cimitero tedesco di Costermano.
Luis Ferdinand Bisping (1914-1945), ora riposa in quel camposanto a fianco del suo sergente.
Tutti gli anni, nel giorno dei morti, una delegazione di quei "ribelli", che lui aveva decisamente combattuto, gli porta un mazzo di fiori.

Non gli mancò il valore, la fortuna però era dall’altra parte.»
26 aprile 1945 giorno della Liberazione di Stradella e di Montù Beccaria.
Dopo la Liberazione abita a Stradella e torna al lavoro che aveva prima della guerra: daziere all'ufficio del Dazio di Santa Maria della Versa.
Abita poi a Santa Maria della Versa e a Voghera.

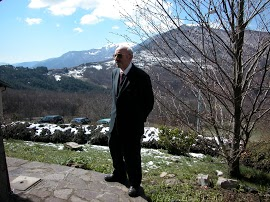
Foto del 2004

Il 1º maggio 2007 a Valverde tiene il suo ultimo discorso pubblico:

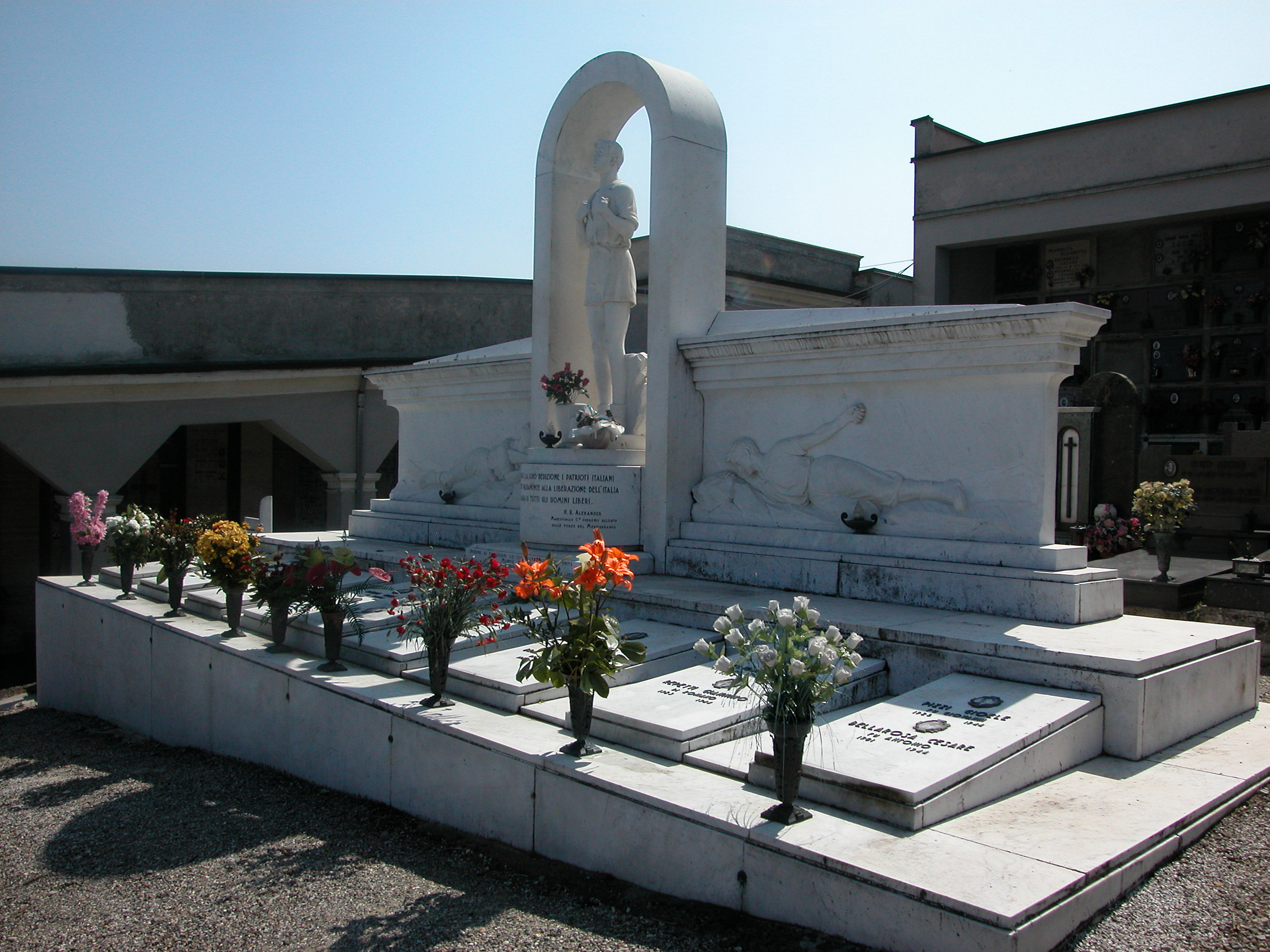
Il monumento ai Caduti nel Cimitero di Montù

Muore il 2 luglio 2007 alla Clinica Maugeri di Pavia.

## Onorificenze

### Tributi
Il 19 febbraio 2019 il Comune di Santa Maria della Versa gli ha dedicato una piazza: "Piazza Fusco".
Il 10 giugno 2023 il Comune Ziano Piacentino gli ha dedicato una lapide sul Monumento ai Caduti a Vicobarone, il paese dove è nato.